# Oberhofen im Inntal
Oberhofen im Inntal – gmina w Austrii, w kraju związkowym Tyrol, w powiecie Innsbruck-Land. Według Austriackiego Urzędu Statystycznego liczyła 1746 mieszkańców (1 stycznia 2015).